# Exallopus jumarsi
Exallopus jumarsi är en ringmaskart som beskrevs av Blake 1985. Exallopus jumarsi ingår i släktet Exallopus och familjen Dorvilleidae. Inga underarter finns listade i Catalogue of Life.